# Turcolana rhodica
Turcolana rhodica is een pissebed uit de familie Cirolanidae. De wetenschappelijke naam van de soort is voor het eerst geldig gepubliceerd in 1985 door Botosaneanu, Boutin & Henry.